# Kľače
Kľače jsou obec v okrese Žilina na Slovensku. V roce 2011 zde žilo 376 obyvatel.

## Poloha
Obec leží v Rajecké kotlině, asi 1 km severně od města Rajec ve směru k Žilině. Protéká jí řeka Rajčanky, která Kľače odděluje od sousední obce Jasenové. Obcí prochází spojnice Žiliny a Prievidze, silnice I/64, jakož i železniční trať Žilina–Rajec.

## Dějiny
První písemná zmínka pochází z roku 1511, kde jsou Kľače zapsány jako Kletzen. Obec patřila do lietavského panství.